# Ray Li
Ray Li (кит.: 瑞丽; піньїнь: Ruìlí) — щомісячний журнал про моду, що видається в Пекіні, Китай, з регіональними офісами в Ґуанчжоу і Шанхаї, орієнтований на заможних міських жінок у віці від двадцяти до тридцяти років. Журнал є китайською версією однойменного японського журналу.

## Історія та опис
Ray Li був заснований у 1995 році. Видавці — China Light Industry Publishing Press та Rayli Magazine House. Журнал виходить щомісяця і має штаб-квартиру в Пекіні.
Більшість статей — з японських модних журналів з місцевою рекламою, продає переважно західні (трохи корейські та японські) товари. Існує три версії журналу, кожна з яких призначена для певних вікових груп. Одна для жінок віком від 20 років, одна для жінок віком від 30 років і версія для високої моди. Журнал має сестринські бренди в інших галузях.